# Lever House
Lever House, dissenyat per Gordon Bunshaft del gabinet Skidmore, Owings and Merrill és un immoble situat al 390 de Park Avenue a New York, davant el Seagram Building de Ludwig Mies van der Rohe.

## Història
Lever House va ser construït entre 1951 i 1952 per tal d'esdevenir la seu de la companyia britànica Lever Brothers. El revestiment de l'edifici està constituït d'un vidre espurnejant blau-verd que resisteix a la calor i d'acer inoxidable sobre els murs. El mur revestits d'acer va ser dissenyat per tal de reduir els costos de manteniment. Aquest mur és completament tancat, sense finestres. Això vol dir que poden entrar a l'edifici menys brutícies i pols. La resistència a la calor del vidre ajuda també a abaixar els costos de l'aire condicionat.

## Galeria d'art pública
D'ençà la fi de les tasques de renovació de Lever House, la plaça de sota la torre i l'entrada han estat utilitzades com a galeria d'art per a la Col·lecció d'obres de Lever House.

### Exposicions
- Virgin Mother per Damien Hirst
- Bride Flight per E.V. Day
- The Hulks per Jeff Koons
- nombroses escultures de Keith Haring

### Restaurant Lever House
- Restaurant Lever House a New York Magazine
- Restaurant Lever House Arxivat 2009-02-07 a Wayback Machine. a OpenTable.com